# Камшилов, Пётр Петрович
Пётр Петрович Камшилов (род. 21 января 1947, Красноармейск) — российский политический деятель. Депутат Государственной Думы четвёртого созыва (2003—2007).

## Биография
В 1973 году окончил Киевский институт инженеров гражданской авиации по специальности «эксплуатация самолётов и двигателей». Кандидат технических наук.
В 1996—1999 гг. — полномочный представитель Президента РФ в Саратовской области.
С марта 1999 по март 2000 года — занимал пост председателя Правительства Саратовской области. В августе 2000 года вернулся в правительство на должность заместителя председателя — председателя областного Комитета по управлению имуществом.
В сентябре 2002 года был избран депутатом Саратовской областной Думы третьего созыва, на первом заседании думы — заместителем председателя. Возглавил Комитет по вопросам индустриальной, строительной и коммунальной политики.
7 декабря 2003 года был избран депутатом Государственной Думы ФС РФ четвёртого созыва по Балашовскому одномандатному избирательному округу № 157 (Саратовская область). В Госдуме вошёл в состав фракции «Единая Россия».